# Yinkeng (sockenhuvudort i Kina, Zhejiang Sheng, lat 29,20, long 118,40)
Yinkeng (kinesiska: 下音坑, 音坑, 音坑乡) är en sockenhuvudort i Kina. Den ligger i provinsen Zhejiang, i den östra delen av landet, omkring 210 kilometer sydväst om provinshuvudstaden Hangzhou. Antalet invånare är 16 127. Befolkningen består av 8 277 kvinnor och 7 850 män. Barn under 15 år utgör 19,0 %, vuxna 15-64 år 65 %, och äldre över 65 år 14,0 %.
Runt Yinkeng är det ganska tätbefolkat, med 104 invånare per kvadratkilometer. Närmaste större samhälle är Kaihua Chengguanzhen, 6,0 km söder om Yinkeng. I omgivningarna runt Yinkeng växer i huvudsak blandskog.
Genomsnittlig årsnederbörd är 2 644 millimeter. Den regnigaste månaden är juni, med i genomsnitt 491 mm nederbörd, och den torraste är oktober, med 45 mm nederbörd.